# جایزه موسیقی میکس
جوایز موسیقی میکس (به انگلیسی: Myx Music Award) که در حال حاضر به عنوان جوایز میکس شناخته می‌شوند، تقدیرهایی است که توسط کانال کابلی Myx به افتخار بزرگترین هیت‌میکرزهای فیلیپین اهدا می‌شود. مراسم اهدای جوایز هر ساله برگزار می‌شود و معمولاً در ماه مارس برگزار می‌شود و پخش آن با تأخیر از میکس انجام می‌شود.